# جمال براوي
جمال براوي (توفي 26 أغسطس 2024)، هو إعلامي كاتب صحفي مغربي، يُعتبر جمال براوي واحدًا من أبرز الصحفيين المغاربة، حيث قدم الكثير لمجال الصحافة والإعلام من خلال اشتغاله في العديد من المنابر الإعلامية. اشتهر بتغطيته المتميزة للأحداث السياسية والاجتماعية في المغرب، وكان له دور كبير في تسليط الضوء على القضايا المهمة والمحظورة، وكشف مظاهر الانتهاكات لحقوق الإنسان. اشتغل رئيس تحرير عدة مجلات مثل لوجورنال،و لاكازيات دي ماروك، شالانج، كما كتب عدة أعمدة في عدة مواقع بالفرنسية وشارك في برامج حوارية ضمن طاقم إذاعة MFM. و عرف بانتمائه لحزب الاتحاد الاشتراكي للقوات للشعبية. يشار إلى أن براوي، مر بمسار أكاديمي بدأ بالدراسة الجامعية بكلية الحقوق بمدينة الرباط حيث حصل على الإجازة في شعبة الاقتصاد.

## وفاته
توفي صباح يوم الاثنين 26 أغسطس 2024 بإحدى المصحات الخاصة بمدينة الدار البيضاء، وذلك بعد معاناة طويلة مع مرض عضال لم ينفع معه علاج.

## من مؤلفاته
كتاب: «ياسمين: 19 سنة، مصابة بمتلازمة داون، الحاصلة على بكالوريا»، يحكي فيه قصة ابنته ياسمين، الشابة المصابة بمتلازمة داون والتي كانت متألقة ونجحت في الحصول على البكالوريا سنة 2014.

## وصلات داخلية
فيديو: جنازة جمال برواي